# Pierre-Jacques Cazes
Pour les articles homonymes, voir Cazes.
Pierre-Jacques Cazes, né en 1676 à Paris, et mort dans la même ville le 25 juin 1754, est un peintre français.

## Biographie
Pierre-Jacques Cazes est reçu le 23 juillet 1703 à l'Académie royale de peinture et de sculpture et accède à des postes de plus en plus importants : nommé professeur en 1718, il devient ensuite recteur puis directeur (le 28 mars 1744), et enfin chancelier de cette compagnie.  
Il compose surtout des sujets mythologiques ou religieux : les églises parisiennes de Notre-Dame-de-Paris, Saint-Gervais, Saint-Germain-des-Prés (Saint Pierre ressuscitant Tabithe), Saint-Médard sont ornées de ses tableaux. 
Il a peint La guérison de l'hémorroïsse, may de Notre-Dame de Paris de 1706, désormais conservé au musée des Beaux-Arts d'Arras.
Il eut pour élève Chardin (cf. le tableau de Chardin Deux barriques, un chaudron et autres, portant la mention de Cazes comme propriétaire, tableau sans doute offert à son professeur). 
Il est le père de Jacques-Nicolas Cazes et de Pierre-Michel Cazes, tous deux peintres, dont les toiles signées « Cazes fils » sont difficilement attribuables à l'un ou l'autre frère.

## Liste des peintures

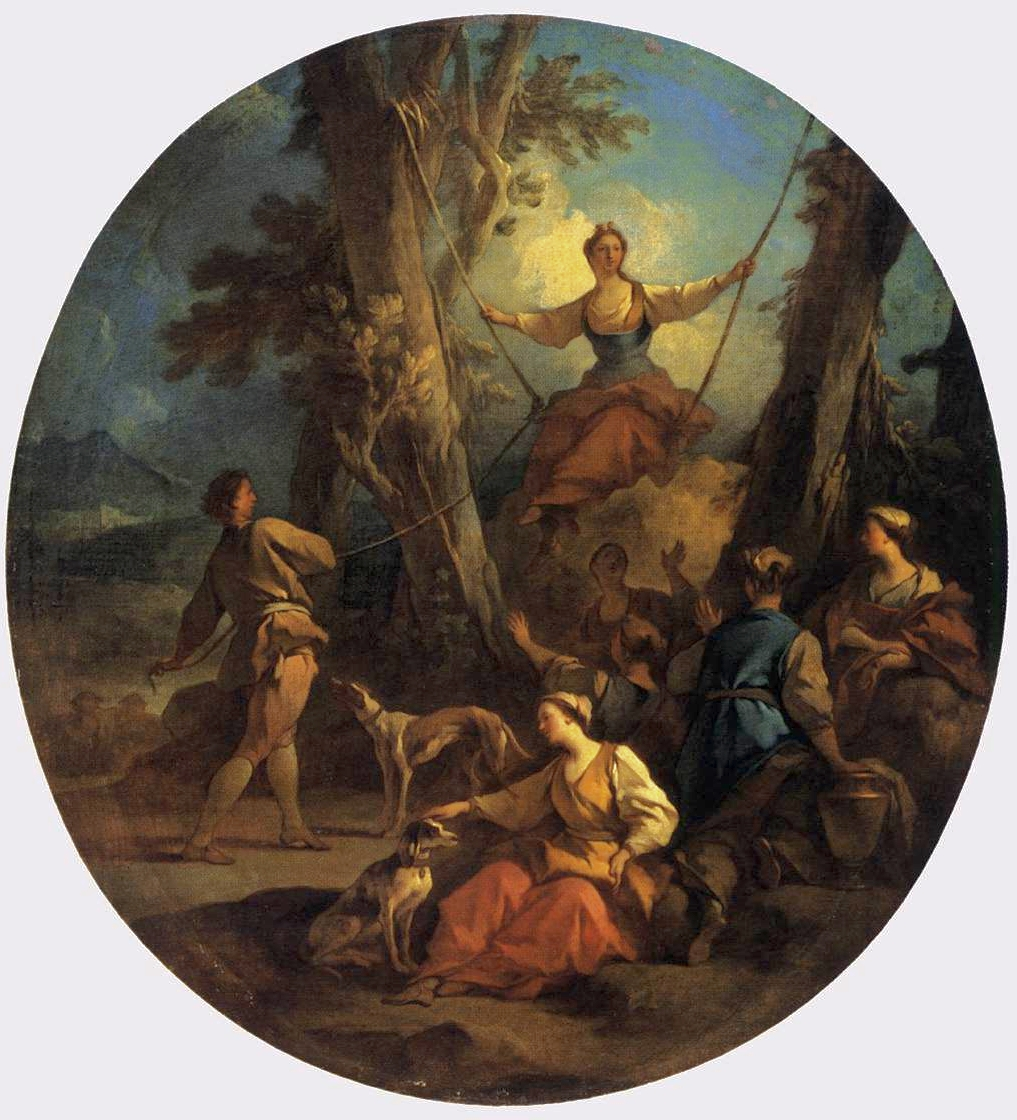
La Balançoire (1732).
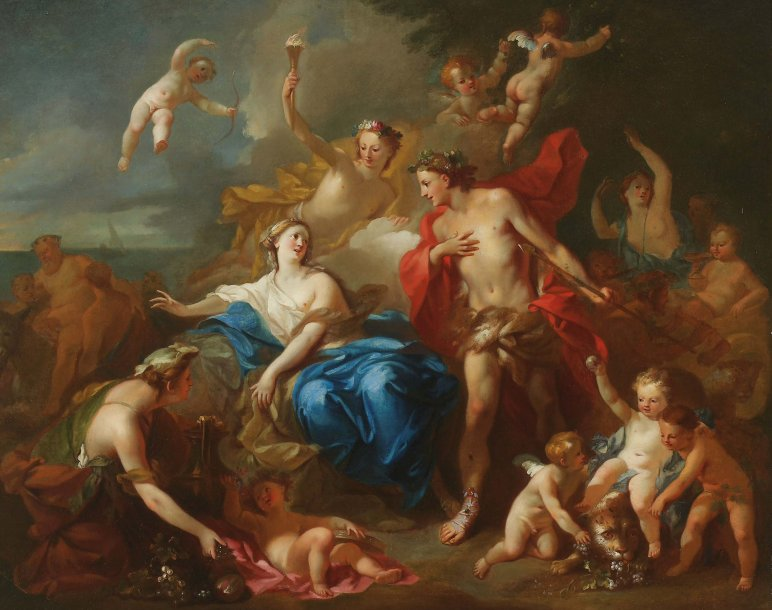
Bacchus et Ariane.
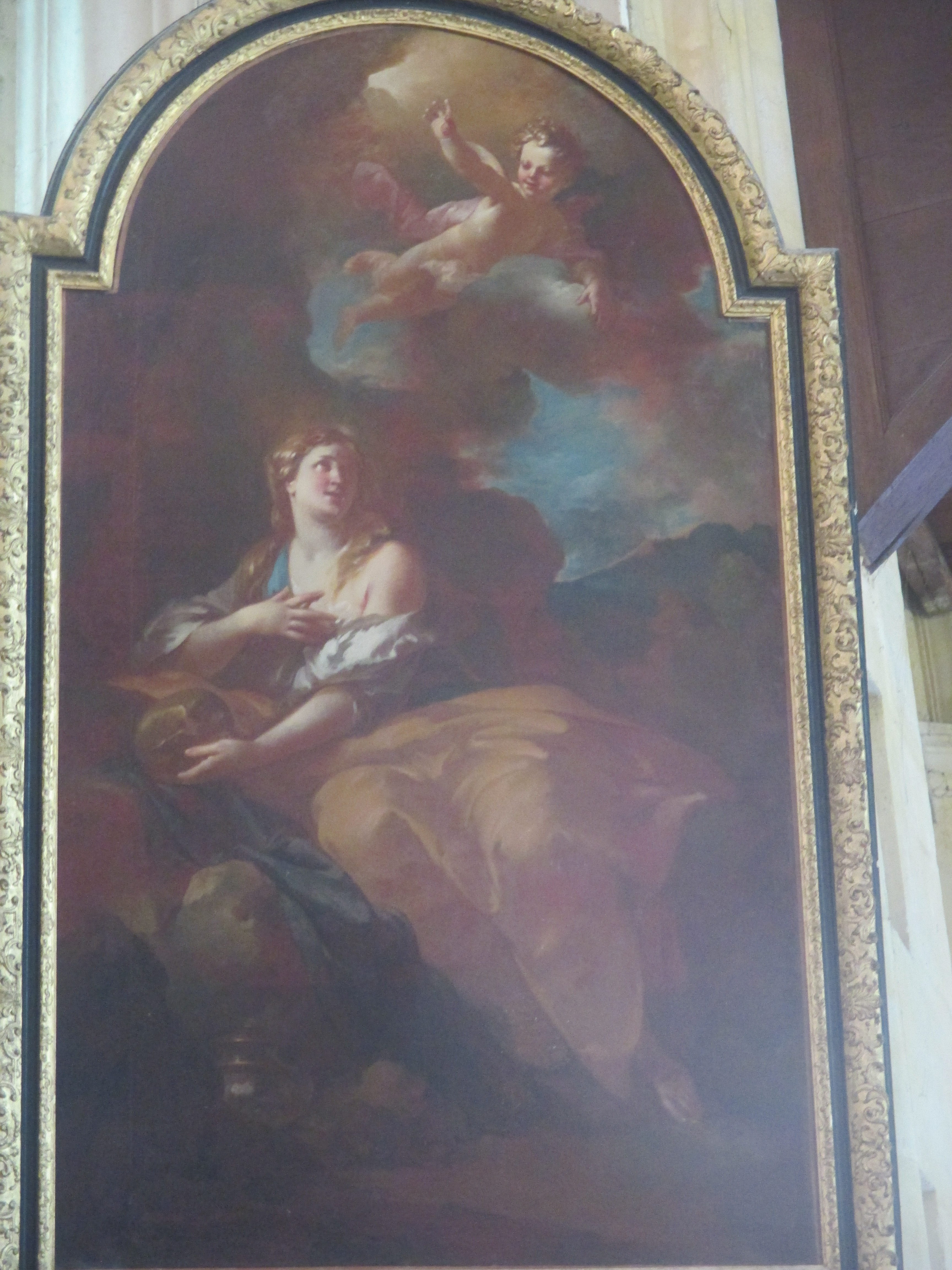
La Madeleine, église de Villeneuve-sur-Yonne provenant du château de Chaumot.

## Source
Cet article comprend des extraits du Dictionnaire Bouillet. Il est possible de supprimer cette indication, si le texte reflète le savoir actuel sur ce thème, si les sources sont citées, s'il satisfait aux exigences linguistiques actuelles et s'il ne contient pas de propos qui vont à l'encontre des règles de neutralité de Wikipédia.